# هوارد تومسون
هوارد تومسون (بالإنجليزية: Howard Thompson)‏ هو ناقد سينمائي وصحفي أمريكي، ولد في 25 أكتوبر 1919 في ناتشيز في الولايات المتحدة، وتوفي في 10 مارس 2002 في كيب كانفرال في الولايات المتحدة بسبب ذات الرئة.

## روابط خارجية
- هوارد تومسون على موقع روتن توميتوز (الإنجليزية)